# داویت خاچیان
داویت ادواردی خاچیان (ارمنی: Դավիթ Էդուարդի Խաչիյան؛  زادهٔ ۳۰ سپتامبر ۱۹۶۸)، نثرنویس، مترجم اهل ارمنستان است.

## زندگی‌نامه
وی در ۳۰ سپتامبر ۱۹۶۸ در کیروواکان به دنیا آمد و در سال ۱۹۹۲ از دانشگاه دولتی ایروان فارغ‌التحصیل گشت. 